# 1226 Golia
Az 1226 Golia (ideiglenes jelöléssel 1930 HL) a Naprendszer kisbolygóövében található aszteroida. Hendrik van Gent fedezte fel 1930. április 22-én, Johannesburgban.